# Бойківський провулок
Бо́йківський прову́лок — провулок у Подільському районі міста Києва, місцевості Шполянка та Куренівка. Пролягає від Захарівської вулиці до Веселкового провулку.

## Історія
Виник у 50-х роках XX століття під назвою 427-ма Нова вулиця. 1955 року отримав назву Тагільський провулок. 
Сучасна назва на честь етнічної групи українців бойків — з 2022 року.